# Vechi scoarțe românești
Vechi scoarțe românești este un film românesc din 1974 regizat de Mirel Ilieșiu.